# Chrysometa alboguttata
Chrysometa alboguttata är en spindelart som först beskrevs av O. Pickard-Cambridge 1889.  Chrysometa alboguttata ingår i släktet Chrysometa och familjen käkspindlar. Inga underarter finns listade i Catalogue of Life.